# Leptotarsus antennifer
Leptotarsus antennifer är en tvåvingeart som först beskrevs av Alexander 1942.  Leptotarsus antennifer ingår i släktet Leptotarsus och familjen storharkrankar.
Artens utbredningsområde är Peru. Inga underarter finns listade i Catalogue of Life.